# 공포의 저택
《공포의 저택》(Maniac Mansion, 매니악 맨션)은 루카스필름 게임즈가 개발하고 배급한 그래픽 어드벤처 비디오 게임이다. 10대 주인공 데이비드 밀러가 어느 한 매드 사이언티스트로부터 자신의 여자친구 샌디 팬츠를 구출하려고 시도한다. 플레이어는 포인트 앤드 클릭 인터페이스를 사용하여 데이브와 그의 6명의 플레이 가능한 친구들 중 둘을 과학자의 저택으로 안내하고 퍼즐을 풀며 위험을 피하게 된다. 게임플레이는 비선형으로 진행되며 게임은 플레이어가 선택한 캐릭터에 따라 각기 다른 방법으로 완수하여야 한다. 처음에 코모도어 64와 애플 II용으로 출시된 공포의 저택은 루카스필름 게임즈가 최초로 직접 출판한 제품이기도 하다.
공포의 저택은 상당한 칭찬을 받았다: 리뷰어들은 그래픽, 컷신, 애니메이션, 유머에 대해 언급하였다. 이 게임의 후속작 텐타클 최후의 날은 1993년 출시되었다.

## 평가
레트로 게이머의 스투어트 헌트에 따르면 공포의 저택은 비평가들로부터 매우 긍정적인 평가를 받았다. 그럼에도 불구하고 론 길버트는 상업적으로 "큰 히트를 치지는 못했다"고 지적했다.